# ポニーテールとシュシュ
「ポニーテールとシュシュ」は、日本の女性アイドルグループ・AKB48の楽曲。作詞は秋元康、作曲は多田慎也による。2010年5月26日にAKB48のメジャー16作目のシングルとしてキングレコードから発売された。
キャッチコピーは「ポニーテール、似合ってる?」。楽曲のセンターポジションは高橋みなみと前田敦子の2人が務めた。

## 背景とリリース
楽曲のシングル盤は2種類の通常盤「Type-A」と「Type-B」、および「劇場盤」の計3種類がリリースされた。「劇場盤」は販路限定盤でサイト「キャラアニ」を通して発売された。それぞれで収録曲が異なっており、通常盤の2種はDVDが付属している。特典として、通常盤（初回プレス分のみ）には全国握手会参加券（東京2回・名古屋・神戸・福岡・札幌・広島・仙台）および『AKB48 17thシングル 選抜総選挙』投票用シリアルナンバーが封入されている。劇場盤には個別握手会参加券（幕張メッセ国際展示場）および「2010年 AKB48総選挙ポスター風 各種メンバー生写真」（ランダムに1枚）が封入されている。
CDジャケットに描かれているポニーテールの女子のイラストは、チームBの宮崎美穂によるもの。
楽曲のミュージック・ビデオは、「RIVER」以来となる高橋栄樹が監督を務めている。屋外部分の撮影は、AKB48のシングル用撮影としては初めて日本国外となるグアムで行われ、ヘリコプターによる空撮などの手法も取り入れられた。もちろんのことながら、髪型は皆ポニーテールである。近接撮影の際、ローターからの猛烈な風（ダウンウォッシュ）でメンバー数人が吹き飛ばされたという。
初選抜は高城亜樹のみ。小野恵令奈、河西智美、峯岸みなみの3人が『RIVER』以来2作ぶりの選抜復帰。前作の選抜メンバーは全員引き続き選抜入りした。
『AKB48 コンサート「サプライズはありません」』（2010年7月10日・11日、代々木第一体育館）では、松井咲子が前奏のピアノパートを初めて担当した。
楽曲はバンダイナムコゲームスの「太鼓の達人14」に収録された。AKB48の楽曲としては同シリーズ初めてとなる。また、2011年1月27日に稼働を開始したタイトーのアーケードゲーム「ミュージックガンガン！2」にもJ-POPジャンルの楽曲として収録されている。
日本プロ野球選手の的場直樹は、2010年6月30日から登場曲をこの曲に変更している。

## アートワーク

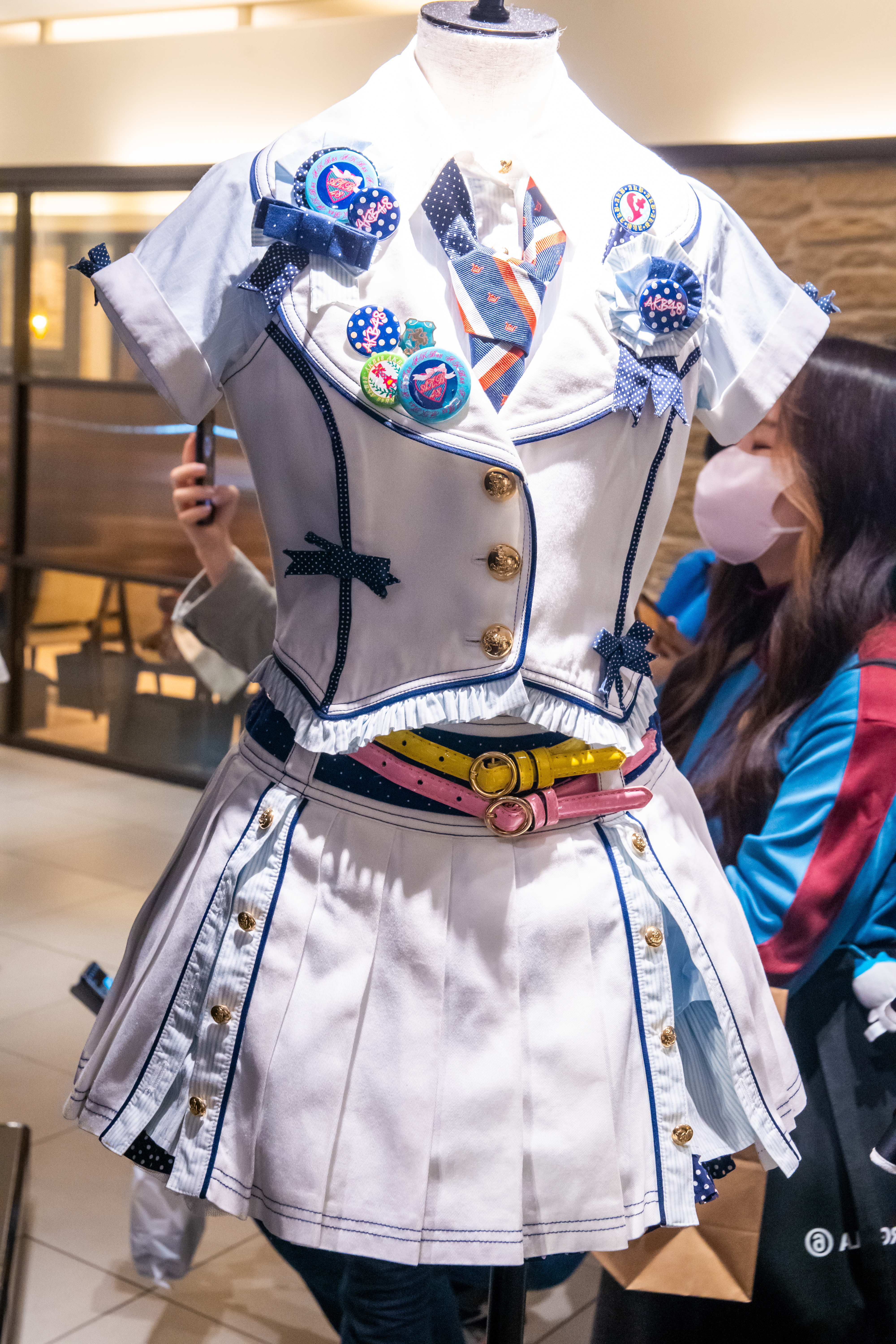
『ポニーテールとシュシュ』歌唱時に前田敦子が着用した衣装
（2022年10月9日、大丸東京店で行われたAKB48秋祭りにて）

| Type-A | 大島優子、高橋みなみ、前田敦子、松井珠理奈、渡辺麻友 |
| Type-B | 板野友美、柏木由紀、北原里英、小嶋陽菜、篠田麻里子   |
| 劇場盤 | 『ポニーテールとシュシュ』選抜メンバー全16名         |

## チャート成績
発売前日の2010年5月25日付オリコンデイリーチャートで推定売上枚数約35万4000枚を記録。嵐『Troublemaker』の記録を上回り、推定売上枚数が公開されてからの最高枚数を更新した。また、集計初日のみで前作『桜の栞』の初動売上を上回り、2010年度オリコン年間シングルチャートでは暫定5位に位置付けた。
オリコン週間チャートでは初動売上約51万3000枚で、3作目の初登場1位を記録。女性グループによる初動売上50万枚超えは2000年12月25日付のモーニング娘。『恋愛レボリューション21』以来約9年5か月ぶりであり、ソロを含めた女性アーティストでは2001年2月26日付の宇多田ヒカル『Can You Keep A Secret?』以来9年3か月ぶりの記録となった。
『第61回NHK紅白歌合戦』に1グループ名義としては史上最多の130人で出演して、表題曲「ポニーテールとシュシュ」を披露した。そのことも影響したのか、2011年1月10日付オリコン週間チャートでは、2010年6月28日付の5位以来28週ぶりにTOP10（9位）にランクインした。その後も新作CDが発売されるたびにチャート上位に再浮上して77週連続チャートイン、累計売上は70万枚を突破した。
2010年度のオリコン年間シングルチャートでは5位にランクインした。翌2011年度の同チャートでは100位にランクインし、2年連続で100位以内に入った。

## メディアでの使用
楽曲は以下のメディアで使用された。
- 日本テレビ『なるほど!ハイスクール』エンディング・テーマ
- フジテレビ系『クイズ!ドレミファドン!!〜芸能人最強イントロ王決定戦〜』エンディング・テーマ
- イトーヨーカ堂『イトーヨーカドー2010 Summer Collection』「恋水着篇」・「恋ゆかた篇」CMソング
- ファミリー劇場『AKB48 ネ申テレビ』シーズン4オープニング・テーマ

## シングル収録トラック

### 通常盤Type-A
| #         | タイトル                                    | 作詞      | 作曲           | 編曲         | 時間  |
| --------- | ------------------------------------------- | --------- | -------------- | ------------ | ----- |
| 1.        | 「ポニーテールとシュシュ」                  | 秋元康    | 多田慎也       | 生田真心     | 4:31  |
| 2.        | 「盗まれた唇」(アンダーガールズ)            | 秋元康    | 井上ヨシマサ   | 井上ヨシマサ | 4:01  |
| 3.        | 「僕のYELL」(シアターガールズ)              | 秋元康    | フジノタカフミ | 生田真心     | 5:06  |
| 4.        | 「ポニーテールとシュシュ (off vocal ver.)」 |           |                |              | 4:30  |
| 5.        | 「盗まれた唇 (off vocal ver.)」             |           |                |              | 4:01  |
| 6.        | 「僕のYELL (off vocal ver.)」               |           |                |              | 5:05  |
| 合計時間: | 合計時間:                                   | 合計時間: | 合計時間:      | 合計時間:    | 27:14 |

| #  | タイトル                   | 作詞 | 作曲・編曲 | 監督     |
| -- | -------------------------- | ---- | ---------- | -------- |
| 1. | 「ポニーテールとシュシュ」 |      |            | 高橋栄樹 |
| 2. | 「盗まれた唇」             |      |            | 斎藤竜也 |
| 3. | 「僕のYELL」               |      |            | 丸山健志 |

### 通常盤Type-B
| #         | タイトル                                      | 作詞      | 作曲         | 編曲         | 時間  |
| --------- | --------------------------------------------- | --------- | ------------ | ------------ | ----- |
| 1.        | 「ポニーテールとシュシュ」                    | 秋元康    | 多田慎也     | 生田真心     | 4:31  |
| 2.        | 「盗まれた唇」(アンダーガールズ)              | 秋元康    | 井上ヨシマサ | 井上ヨシマサ | 4:00  |
| 3.        | 「マジジョテッペンブルース」                  | 秋元康    | 市川裕一     | 市川裕一     | 3:49  |
| 4.        | 「ポニーテールとシュシュ (off vocal ver.)」   |           |              |              | 4:30  |
| 5.        | 「盗まれた唇 (off vocal ver.)」               |           |              |              | 4:00  |
| 6.        | 「マジジョテッペンブルース (off vocal ver.)」 |           |              |              | 3:46  |
| 合計時間: | 合計時間:                                     | 合計時間: | 合計時間:    | 合計時間:    | 24:36 |

| #  | タイトル                     | 作詞 | 作曲・編曲 | 監督     |
| -- | ---------------------------- | ---- | ---------- | -------- |
| 1. | 「ポニーテールとシュシュ」   |      |            | 高橋栄樹 |
| 2. | 「盗まれた唇」               |      |            | 斎藤竜也 |
| 3. | 「マジジョテッペンブルース」 |      |            | 佐藤太   |

### 劇場盤
| #         | タイトル                         | 作詞      | 作曲           | 編曲         | 時間  |
| --------- | -------------------------------- | --------- | -------------- | ------------ | ----- |
| 1.        | 「ポニーテールとシュシュ」       | 秋元康    | 多田慎也       | 生田真心     | 4:31  |
| 2.        | 「盗まれた唇」(アンダーガールズ) | 秋元康    | 井上ヨシマサ   | 井上ヨシマサ | 4:01  |
| 3.        | 「僕のYELL」(シアターガールズ)   | 秋元康    | フジノタカフミ | 生田真心     | 5:06  |
| 4.        | 「マジジョテッペンブルース」     | 秋元康    | 市川裕一       | 市川裕一     | 3:49  |
| 合計時間: | 合計時間:                        | 合計時間: | 合計時間:      | 合計時間:    | 17:27 |

## 選抜メンバー
- 板野友美
- 大島優子
- 小野恵令奈
- 河西智美
- 柏木由紀
- 北原里英
- 小嶋陽菜
- 篠田麻里子
- 高城亜樹
- 高橋みなみ
- 前田敦子
- 松井珠理奈 [注釈 6]
- 峯岸みなみ
- 宮崎美穂
- 宮澤佐江
- 渡辺麻友

## 収録アルバム
- ここにいたこと
- 0と1の間[4]

## カバー
「ポニーテールとシュシュ」は2011年3月9日に、KONAMIの音楽ゲーム「GuitarFreaksXG2 & DrumManiaXG2 Groove to Live」にカバー楽曲として収録された。
さらにカバーパンクバンド・GHOST COMPANYが、同年6月7日に発売されたJ-POPの人気楽曲をパンクアレンジでカバーしたアルバム『PUNK EATS J-POP -MOSH PIT STYLE-』において、同曲を英語詞に訳し、メロコアパンク仕様にアレンジしてカバーしている。

## 「僕の夏が始まる」公演
柏木由紀がセットリストを考案し、公演タイトルを決めたAKB48の劇場公演である「僕の夏が始まる」公演が、2019年6月30日にAKB48劇場で初日を迎えた。約1か月かけて「夏曲を選んだというよりは劇場公演に映える曲、今のメンバーで歌ったらいいなと思う曲」をリストアップして選曲していったなかで、「改めて今AKBを見てみたいなと思った人が1曲くらい知っている曲を秋葉原で見れるのが良いんじゃないか」という理由で王道ナンバーの本楽曲「ポニーテールとシュシュ」をアンコールラストに入れ、後付けで本楽曲の歌詞にある「僕の夏が始まる」に合わせた公演タイトルになっている。